# 燕雙飛 (小說)
《燕雙飛》，是1988年華嚴小說。1988年皇冠出版社初版，1990年躍昇文化再版。

## 改編作品
《燕雙飛》